# 大明白身菩薩
大明白身菩薩（Gaurī-mahāvidyā），為胎藏界曼荼羅觀音院第一行第六位菩薩。
「Gaurī」是白色純淨無染、光輝燦爛的意思，「Gaurī」也是印度教女神的別名；「Mahāvidyā」是大智慧母、大明母(智慧之光明)的意思，在特羅密教的性力派受到崇敬。
「Gaurī-mahāvidyā」的意思為白淨無染綻放智慧光明。密號為「常浄金剛」「放光金剛」。

## 註腳
1. ↑   施勒伯格著 范晶晶譯. . 北京: 中西書局. 2017.7: 95,96  [2019-07-19]. ISBN 978-7-5475-0892-3 （中文）.

## 來源
書籍
- 《胎藏曼荼羅研究》，侯惠明，中國社會科學出版社 ISBN 978-7-5161-1720-0
- 《密教思想與生活》，釋悟光，圓方出版社文化 ISBN 978-988-8237-88-3
- 《梵學探幽-印度文化論集》，李南，中國大百科全書出版社 ISBN 978-7-5202-0086-8